# Alexanderfeld, Cahul
Alexanderfeld este un sat din raionul Cahul, Republica Moldova. În trecut, localitatea a mai fost cunoscută sub denumirile Alexandru cel Bun și Câmpeni. Satul a fost locuit de germanii basarabeni.

## Etimologie
La întemeiere, a fost denumit de către coloniștii germani Alexander Feld - „satul/câmpul lui Alexander”, în onoarea țarului rus Alexandru al III-lea. Ulterior a purtat denumire de Alexandru cel Bun și Câmpeni.

## Demografie
Structură etnică
     moldoveni (48,07%)
     ucraineni (16,85%)
     ruși (13,96%)
     găgăuzi (8,32%)
     bulgari (9,28%)
     români (0,34%)
     evrei (0%)
     polonezi (0,07%)
     țigani (0%)
     alte etnii / nedeclarată (3,11%)
Conform datelor recensământului din 2004, populația localității este de 1.454 locuitori, dintre care 711 (48,9%) bărbați și 743 (51,1%) femei. Structura etnică a populației în cadrul localității arată astfel:
- moldoveni — 699;
- ucraineni — 245;
- ruși — 203;
- găgăuzi — 121;
- bulgari — 135;
- români — 5;
- polonezi — 1;
- altele / nedeclarată — 45.

## Administrație și politică
Componența Consiliului local Alexanderfeld (9 consilieri), ales la 5 noiembrie 2023, este următoarea:
|  | Partid                                       | Consilieri | Componență | Componență | Componență | Componență | Componență | Componență | Componență |
|  | -------------------------------------------- | ---------- | ---------- | ---------- | ---------- | ---------- | ---------- | ---------- | ---------- |
|  | Partidul Socialiștilor din Republica Moldova | 7          |            |            |            |            |            |            |            |
|  | Partidul Democrat Modern din Moldova         | 1          |            |            |            |            |            |            |            |
|  | Partidul Acțiune și Solidaritate             | 1          |            |            |            |            |            |            |            |